# Molauer Land
Molauer Land è un comune di 1 013 abitanti della Sassonia-Anhalt, in Germania.

Appartiene al circondario (Landkreis) circondario del Burgenland (targa BLK), ed è amministrato dalla Verbandsgemeinde Wethautal.

## Storia
Il comune venne formato il 1º gennaio 2010 dalla fusione dei comuni di Abtlöbnitz, Casekirchen, Leislau e Molau.